# Лукино (Серпуховский район)
Лукино — деревня в Серпуховском районе Московской области. Входит в состав Васильевского сельского поселения (до 29 ноября 2006 года входила в состав Нефёдовского сельского округа).

## Население
| 2002 | 2006 | 2010 |
| ---- | ---- | ---- |
| 135  | ↘107 | ↗115 |

## География
Лукино расположено примерно в 13 км (по шоссе), на север от Серпухова, на безымянном ручье, левом притоке реки Каменка, левом притоке реки Оки, высота центра деревни над уровнем моря — 176 м. На 2016 год в деревне зарегистрировано 4 садовых товарищества.